# Kyūichi Tokuda
Kyūichi Tokuda (徳田 球一?, Tokuda Kyūichi; Nago, 12 settembre 1894 – Pechino, 14 ottobre 1953) è stato un politico e avvocato giapponese, segretario del Partito Comunista Giapponese, dal 1945 al 1953.

## Biografia

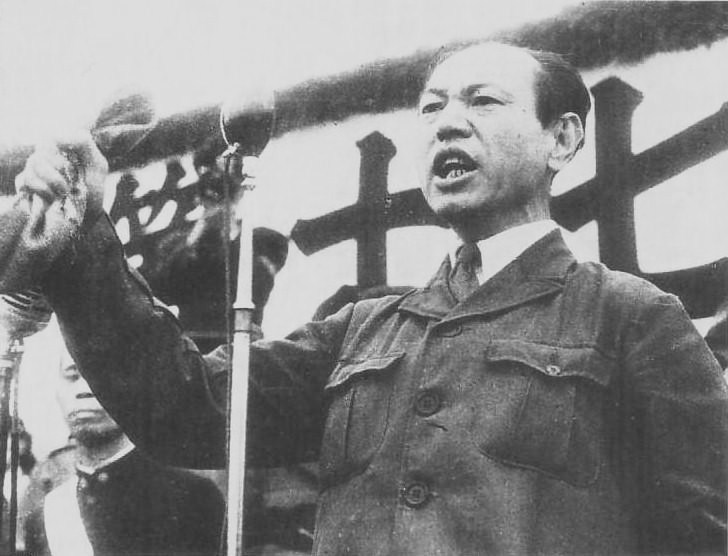
Kyūichi Tokuda al comizio del primo maggio del 1946

Dopo aver completato la scuola superiore a Okinawa si è laureato in giurisprudenza all'Università Nihon. Entra nell'organizzazione socialista nel 1920. L'anno successivo con Masanosuke Watanabe fonda il Partito del risveglio del popolo, la prima organizzazione rivoluzionaria della classe operaia giapponese. Nel 1922 aderisce al Partito comunista giapponese , che allora era clandestino ed è eletto membro del Comitato Centrale. L'anno successivo il governo scioglie il partito e tutti i membri vengono incarcerati. Tokuda verrà incarcerato nel 1923 e nel 1926. Mentre nel 1921, 1925 e nel 1927 fu in Unione Sovietica.
Alle elezioni parlamentari giapponesi del 1928, le prime a suffragio universale maschile, si candida con il Partito dei Lavoratori e dei Contadini nel Distretto di Fukuoka.
Tokuda non viene eletto e all'indomani delle elezioni, negli incidenti del 15 marzo viene arrestato e imprigionato dai fascisti con oltre 1600 persone.
Dopo quasi 18 anni di prigionia politica viene liberato, il 10 ottobre 1945 , dopo la sconfitta dell'Impero giapponese nella seconda guerra mondiale.
Qualche tempo dopo, a dicembre, è nominato segretario del Partito Comunista Giapponese.
Il 19 luglio del 1948 il segretario subisce un attentato durante un comizio.
In segno di protesta contro l'attentato è stato proclamato lo sciopero generale nell'isola di Kyūshū e riunioni e sospensioni del lavoro nelle grandi fabbriche delle regioni di Tokyo e Osaka.
Tokuda fu per altre due volte eletto nelle elezioni parlamentari.
Tokuda si rivela incapace di tenere assieme il partito negli anni della guerra di Corea, della ricostruzione e del trattato di San Francisco il partito ridurrà la sua forza elettorale dai quasi tre milioni di voti.
Nel 1950 per volere dell'autorità occupante, il comandante Douglas MacArthur, venne "purgato" e costretto all' esilio in Manciuria.
Morì a Pechino il 14 ottobre 1953 a causa di una emorragia cerebrale.
Ma solo nel 1955 i cinesi resero nota la sua morte e il 13 settembre organizzarono una cerimonia commemorativa a Pechino presieduto da Liu Shaoqi, dove parteciparono 30.000 cittadini .
Nel 1998 a Nago nella Prefettura di Okinawa, città natale Tokuda, è stato eretto un monumento in suo onore.